# Corrado Ruggiero
Corrado Ruggiero (Carbonara di Nola, 28 settembre 1935 – Rho, 11 febbraio 2009) è stato uno scrittore italiano.
Laureatosi in giurisprudenza e filosofia, insegnò per venti anni presso l'istituto Magistrale "Galizia" di Nocera Inferiore, prima di diventare preside dell'ITC "Pucci" di Nocera Inferiore. Dal 1987 viveva in Lombardia, da quando fu nominato Dirigente Superiore per i Servizi Ispettivi del Ministero della Pubblica Istruzione.
Sposato con Rosanna Loreto, aveva due figli: Giovanni e Simonetta.
Oltre a diversi saggi critici sulla poesia contemporanea, Corrado Ruggiero ha scritto cinque romanzi Rossa Malupina, edita da Pironti nel 2001, Ballata Nucerinese, e Nuova Nocera York, editi da Oedipus, rispettivamente, nel 2003 e nel 2004, Gennarina, e Verso sera editi da  Marsilio, rispettivamente, nel 2007 e nel 2009,  quest'ultimo postumo.
Con il romanzo "Gennarina" ha vinto il premio Palmi 2007.
Romanzi caratterizzati "da una scrittura costantemente illuminata da una ricca e mobile espressività, in un lavoro di intarsio tra lingua e dialetto, dagli esiti spesso felicissimi. una scrittura, anche, piena di capricciose invenzioni, ironica e spietata e paradossalmente legatissima al piccolo mondo di Nocera (centro costante della sua narrativa)".
È scomparso nel 2009 all'età di 73 anni.

## Opere
- Rossa Malupina (2001)
- Ballata Nucerinese (2003)
- Nuova Nocera York (2004)
- Gennarina (2007) - Premio Palmi (2007)
- Verso sera (2009)